# Тихвинское сельское поселение (Омская область)
Тихвинское се́льское поселе́ние — муниципальное образование в Павлоградском районе Омской области Российской Федерации.
Административный центр — село Тихвинка.

## История
Статус и границы сельского поселения установлены Законом Омской области от 30 июля 2004 года № 548-ОЗ «О границах и статусе муниципальных образований Омской области».

## Население
| 2010  | 2011  | 2012  | 2013  | 2014  | 2015  | 2016  |
| ----- | ----- | ----- | ----- | ----- | ----- | ----- |
| 1418  | ↘1416 | ↘1369 | ↘1334 | ↘1309 | ↘1303 | ↘1239 |
| 2017  | 2018  | 2019  | 2020  | 2021  | 2023  |       |
| ↘1229 | ↗1240 | ↘1213 | ↘1182 | ↘1133 | ↘1107 |       |

## Состав сельского поселения
| № | Населённый пункт | Тип населённого пункта       | Население |
| - | ---------------- | ---------------------------- | --------- |
| 1 | Кирибай          | аул                          | 161       |
| 2 | Краснодарка      | деревня                      | ↘189      |
| 3 | Тихвинка         | село, административный центр | ↘928      |
| 4 | Топольки         | деревня                      | 140       |